# مقاطعة فاييت (إنديانا)
مقاطعة فاييت (بالإنجليزية: Fayette County, Indiana)‏ هي إحدى مقاطعات ولاية إنديانا في الولايات المتحدة. تأسست سنة 1819، بلغ عدد سكانها 24277 نسمة في عام 2010 حسب إحصاء مكتب تعداد الولايات المتحدة وتصل الكثافة السكانية فيها 43.61 نسمة/كم2.

## مشاهير من المقاطعة
- هوارد جارنز: مهندس معماري من الولايات المتحدة الأمريكية اشتهر باختراع لعبة سودوكو ولد عام 1905 وتوفي عام 1989.
- جورج واشنطن ستيل: محامي وسياسي أمريكي ولد عام 1839، وتوفي عام 1922.
- روبرت وايز: مُخرج ومنتج ومؤلف أفلام أمريكي ولد عام 1914م وتوفي عام 2005م.

## أعلام
- جورج واشنطن ستيل

## وصلات خارجية
- United States Counties